# Athetis honei
Athetis honei är en fjärilsart som beskrevs av Bang-haas 1827. Athetis honei ingår i släktet Athetis och familjen nattflyn. Inga underarter finns listade i Catalogue of Life.